# Scotocyma transfixa
Scotocyma transfixa là một loài bướm đêm trong họ Geometridae.